# Hôn nhân cùng giới ở Iceland
Hôn nhân cùng giới đã hợp pháp tại Iceland kể từ ngày 27 tháng 6 năm 2010. Một dự luật đưa ra một định nghĩa hôn nhân trung lập về giới đã được thông qua bởi Althing Iceland vào ngày 11 tháng 6 năm 2010. Không có thành viên Quốc hội bỏ phiếu chống lại dự luật, và các cuộc thăm dò dư luận cho rằng dự luật rất phổ biến ở Iceland. Iceland trở thành quốc gia thứ chín trên thế giới đã hợp pháp hoá hôn nhân cùng giới.
Iceland đã trở thành một điểm đến kết hôn phổ biến cho các cặp đôi cùng giới và được liệt kê trong "10 điểm đến đám cưới đồng tính hàng đầu" của Lonely Planet.

## Kết hợp dân sự
Các cặp đăng ký (tiếng Iceland: staðfest samvist) cho các cặp cùng giới đã được giới thiệu ở Iceland vào năm 1996. Nó được thông qua bởi Althing vào ngày 4 tháng 6 bằng một cuộc bỏ phiếu 44–1 và có hiệu lực vào ngày 27 tháng 6 năm 1996. Pháp luật này đã được bãi bỏ với việc thông qua luật hôn nhân trung lập về giới.